# وزارة الثقافة والتراث الوطني البولندية

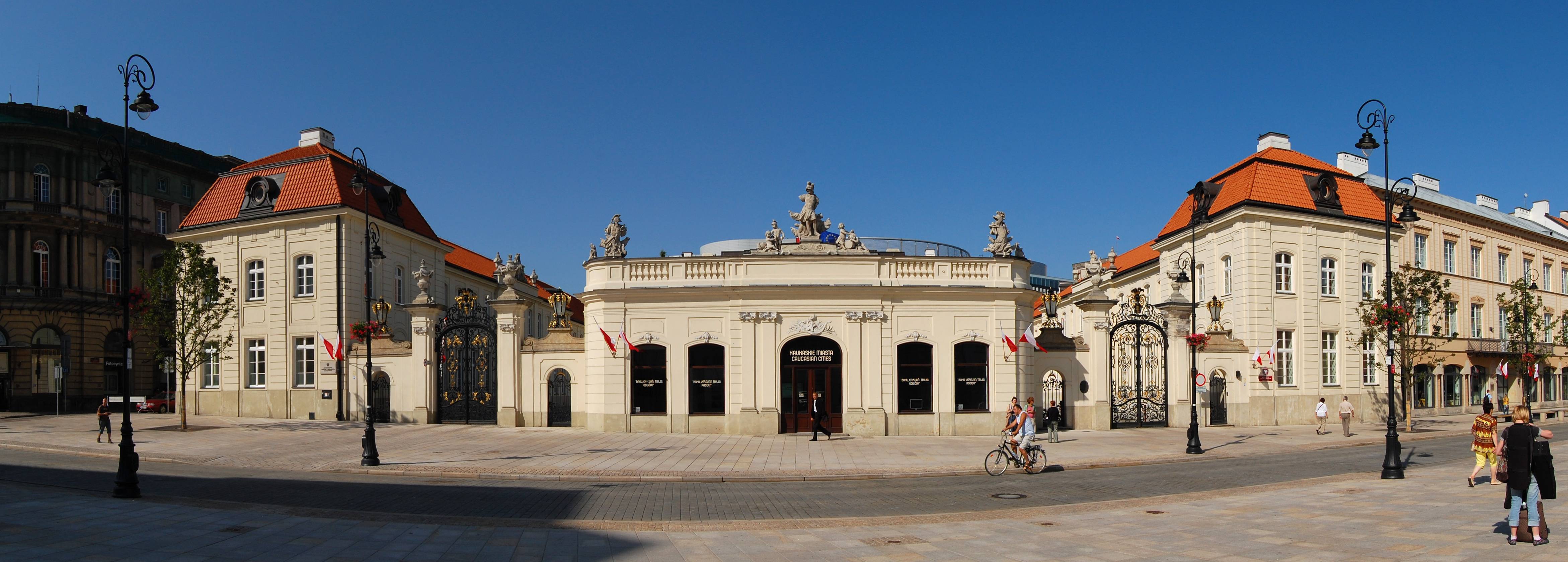
يضم قصر بوتوكي في وسط وارسو وزارة الثقافة والتراث الوطني

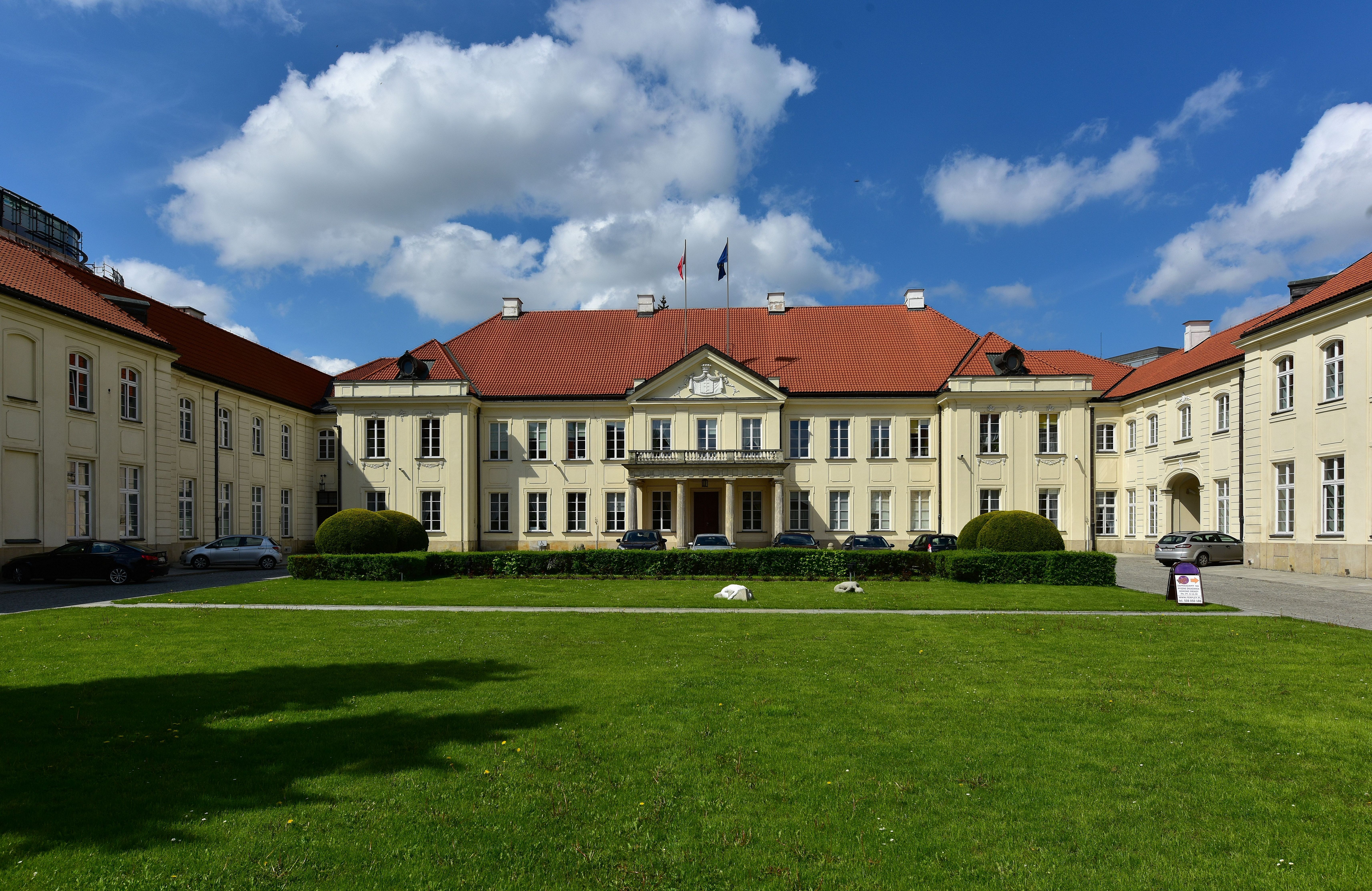
مقر الوزارة - مبنى القصر الرئيسي

وزارة الثقافة والتراث الوطني لجمهورية بولندا (بالبولندية: Ministerstwo Kultury i Dziedzictwa Narodowego)‏ هي الوزارة المشرفة والمسؤولة عن جوانب الثقافة البولندية. تشكلت بمسماها الحالي في 31 أكتوبر 2005. أول تأسيس لها كان عام 1918 تحت مسمى وزارة الفن والثقافة، حوربت في عام 1922 بسبب ترشيد النفقات العامة والإصلاح الهيكلي للحكومة. ليعاد تأسيسها داخل الحكومة الشيوعية المؤقتة في عام 1944.
يترأسها حايا الوزير الحالي بيوتر جلينسكي.

## روابط خارجية
- الموقع الرسمي لوزارة الثقافة والتراث الوطني